# André Onkelinx
André Julien Berthe Onkelinx (* 21. Februar 1931 in Remicourt; † 4. Mai 2021 in Waterloo) war ein belgischer Diplomat.

## Leben
André Onkelinx war der Sohn von Marie-Louise Lambermont und Albert Onkelinx. Er studierte Politikwissenschaften, wurde zum Doktor der Rechtswissenschaften promoviert und arbeitete von 1954 bis 1958 als Rechtsanwalt in Lüttich.
Nach seinem Eintritt in den diplomatischen Dienst war er 1986 Vertreter der belgischen Regierung bei den Organisationen der Vereinten Nationen in Genf. Vom 8. Januar 1987 bis 31. März 1990 war er Botschafter in Kinshasa in der Demokratischen Republik Kongo. Von 1991 bis 1998 war er Botschafter in Rom und Vertreter der belgischen Regierung bei der Welternährungsorganisation FAO.